# Hildebrand Harmsworth
Hildebrand Aubrey Harmsworth, 1er baronnet (15 mars 1872 - 18 avril 1929) est le propriétaire d'un journal britannique, deux fois candidat infructueux au Parlement et membre de la famille Harmsworth, présente dans la presse et l'édition. 

## Famille
Hildebrand Harmsworth est né le 15 mars 1872 le cinquième fils d'Alfred Harmsworth, avocat et Geraldine Mary, fille de William Maffett. Il est le frère d'Alfred Harmsworth, 1er vicomte Northcliffe, Harold Harmsworth, 1er vicomte Rothermere, Cecil Harmsworth (1er baron Harmsworth) et Leicester Harmsworth, 1er baronnet. Il fait ses études en privé et en 1892, il va au Merton College d'Oxford, mais n'obtient pas de diplôme. 

## Mariage
Il épouse Kathleen Mary Berton le 4 juillet 1900, fille d'E. Denny Berton. Au moment du recensement de 1911, ils vivent à First Avenue, Hove, East Sussex. Ils ont quatre fils, Hildebrand Alfred Beresford Harmsworth, 2e baronnet (1901-1977) Ronald Aubrey Leicester Harmsworth (1902-26 janvier 1946), Chamberlain Michael Hildebrand Harmsworth (né en 1903) et Perceval Anthony Thomas Harmsworth (né en 1907). Il est le grand-père d'Hildebrand Harold Harmsworth, 3e baronnet. 

## Politique
Harmsworth se présente à Gravesend, Kent, aux Élections générales britanniques de 1900 en tant qu'impérialiste libéral mais n'est pas élu. Il se présente à Wellington, Shropshire, en tant que réformateur tarifaire et unioniste libéral aux élections générales de 1906, mais échoue à nouveau, obtenant 39% des voix. 
En 1905, un garçon est tué dans un accident de la route à Markyate, dans le Hertfordshire, ce qui conduit le Daily Mail à exiger l'introduction de tests de conduite et de certificats de compétence, et l'offre d'une récompense de 100 £ pour attraper les "criminels à moteur". Il est vite apparu que la voiture impliquée dans l'accident, qui ne s'est pas arrêtée, appartenait à Hildebrand Harmsworth, frère d'Alfred Harmsworth, propriétaire du Daily Mail, et conduite par le chauffeur de Hildebrand. Le chauffeur est finalement condamné à une peine de six mois de travaux forcés et ses passagers sont condamnés pour n'avoir pas insisté pour que la voiture s'arrête après l'accident. Hildebrand Harmsworth donne 300 £ à un fonds de charité pour aider la mère du garçon. 

## Carrière professionnelle
Harmsworth est l'éditeur du Globe de 1908 à 1911 qu'il achète à la famille Armstrong qui a été représentée par George Armstrong, le rédacteur en chef. Waldon Peacock devient le nouvel rédacteur en chef sous Harmsworth qui tente de moderniser le journal, dont les aspects n'avaient pas changé depuis 50 ans. 
Il est le rédacteur en chef conjoint d'un périodique mensuel de courte durée, le New Liberal Review, avec son frère Cecil Harmsworth, depuis sa création en 1901 jusqu'à sa fermeture en 1904. 
Décrit par David McKie comme "notoirement inutile", Harmsworth est créé baronnet dans les honneurs d'anniversaire de 1922, une parmi la longue liste controversée d'honneurs proposée par David Lloyd George qui conduit finalement à la loi de 1925 sur prévention des abus . En apprenant la nouvelle, sa famille lui envoie un télégramme avec le message sarcastique "Enfin, une nation reconnaissante vous a donné votre récompense."  
Harmsworth est décédé en 1929 d'une cirrhose du foie. Il est enterré dans le cimetière de Sainte-Hélène, Hove, avec son deuxième fils Ronald. Il laisse un legs au Collège Merton pour financer des bourses d'études de troisième cycle. 